# Libnotes xanthoneura
Libnotes xanthoneura är en tvåvingeart som först beskrevs av Alexander 1953.  Libnotes xanthoneura ingår i släktet Libnotes och familjen småharkrankar.
Artens utbredningsområde är Vanuatu. Inga underarter finns listade i Catalogue of Life.